# دید تونلی
دید تونلی (همچنین به عنوان دید شناخته می‌شود) (به انگلیسی: Tunnel vision) از دست دادن دید محیطی با حفظ دید مرکزی و در نتیجه شخص یک میدان تونل مانند دایره خواهد داشت.

## علل
دید تونل می‌تواند با موارد زیر ایجاد می‌شود:
- آب سیاه، بیماری چشم است.[۱]
- رتینیت پیگمنتوزا، یک بیماری چشم است.[۲]
- از دست دادن خون (هیپوولمی)
- مصرف الکل.[۳] علاوه بر این، تاری دید یا دوبینی ایجاد می‌کند، چون عضلات چشم توانایی دقت را دست دادن داده‌اند و این باعث می‌شود نتوانند تمرکز بر روی یک جسم داشته باشند.
- (۱ ثانیه یا بیشتر) شتاب بالا پایدار.[۴] به‌طور معمول، پرواز یک هواپیما با شتاب مرکزگرای تا یا بیش از ۳۹ متر / S2 (4GS) با سر به سمت مرکز انحنای، خلبانان آکروباتیک یا جنگنده ممکن است انجام دهند.
- داروهای توهم زا، به ویژه dissociatives.
- ترس شدید یا ناراحتی، اغلب در زمینه یک حمله وحشت.
- هیجان یا لذت شدید از جمله در یک ترن هوایی، باعث افزایش آدرنالین در بدن می‌شود.
- در طول دوره تولید آدرنالین بالا، مانند یک مبارزه فیزیکی شدید.
- ارتفاع‌زدگی، هیپوکسی در هواپیمای مسافربری.[۵]
- قرار گرفتن در معرض اکسیژن در فشار نسبتاً بالا ۱٫۵–۲ اتمسفر، تولید عصبی سمیت سیستم اکسیژن مرکزی، به نام بیهوشی می‌شود.[۶] دیگر نشانه‌ها می‌تواند شامل سرگیجه، تهوع، کوری، خستگی، اضطراب، سردرگمی و عدم هماهنگی.
- تومورهای هیپوفیز (و یا دیگر تومورهای مغزی که فشرده‌سازی چلیپای نوری است)
- تماس طولانی با هوای گرم آلوده به روغن و دیکر کانتمینت‌ها، به عنوان می‌تواند گاهی اوقات در هواپیمای مسافربری اتفاق می‌افتد.[۵]
- آب مروارید شدید، باعث حذف بیشتر از میدان دید می‌شود.
- در طی مرحله پیش از میگرن
- خشم شدید، با توجه به اینکه بدن به سرعت در حال آزاد کردن آدرنالین است.
- نیش از مامبای سیاه و مارهای دیگر با سم قوی.
- مسمومیت با جیوه (به خصوص متیل مرکوری)
- محرومیت از خواب

## افراد عینکی
افراد عینکی تجربه دید تونل به درجات مختلف، با توجه به لنز اصلاحی را دارند زیرا که عینک تنها یک منطقه کوچک فوکوس مناسب دارد، و بقیه میدان دید بیرون از لنز غیر متمرکز و تار است. فرد به‌طور طبیعی تنها نیاز به حرکت چشم خود برای دیدن یک شی دور از مرکز نیاز دارد، یا فرد عینکی ممکن است نیاز به حرکت کل سر خود به سمت شی هدف داشته باشد.
قاب عینک همچنین، با مرز نازک محیط اطراف بیرون از منطقه لنز را از بقیه میدان دید جدا می‌کند. قاب عینک ممکن است قادر به پنهان کردن اشیاء کوچک و جزئیات در این زمینه محیطی بشود.

## ماسک غواصی با میدان باریک دید

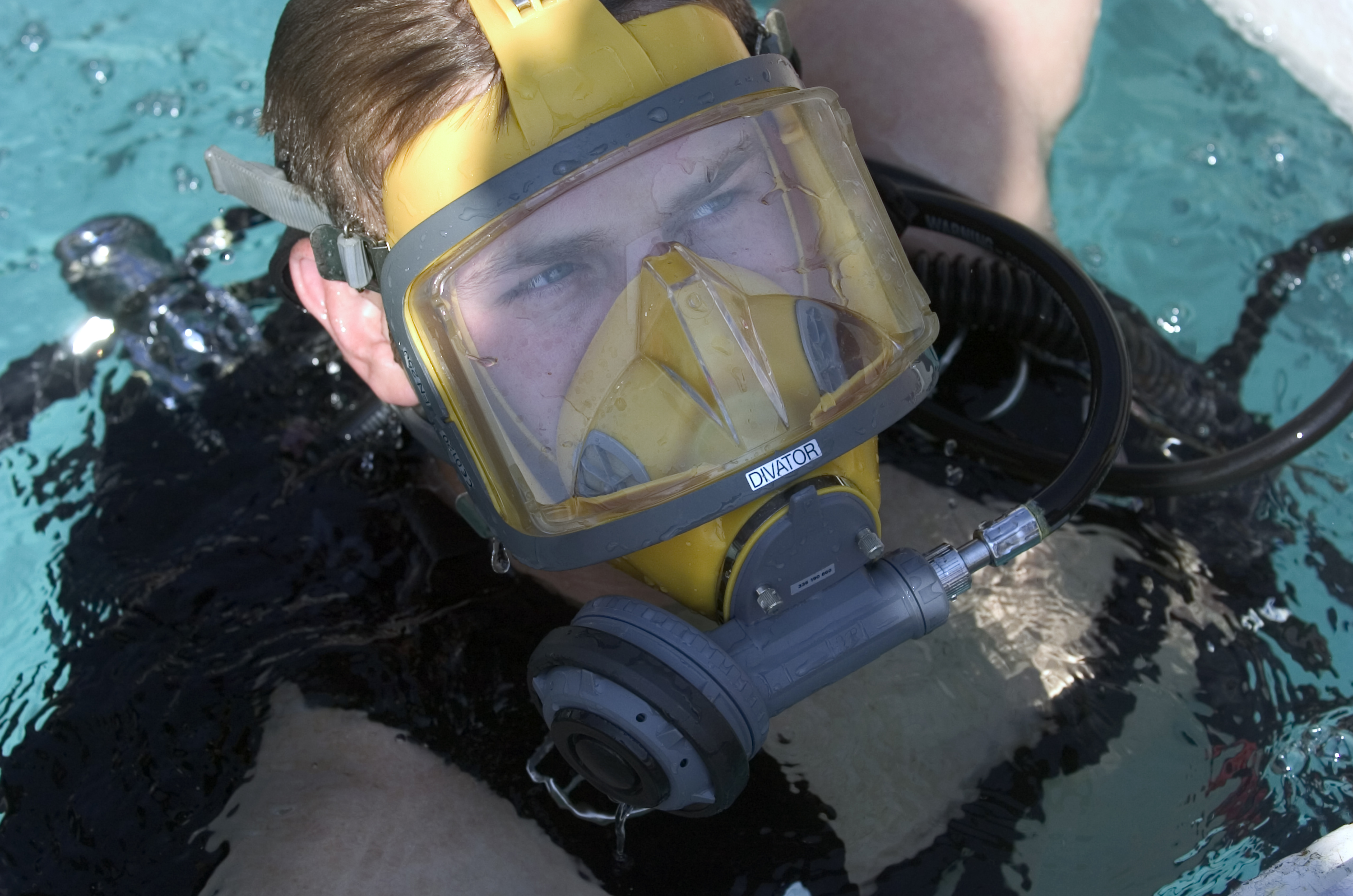
ماسک غواصی با میدان وسیع

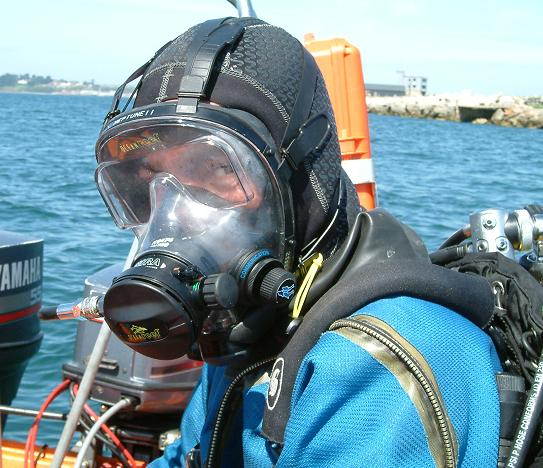
ماسک غواصی با میدان دید باریک

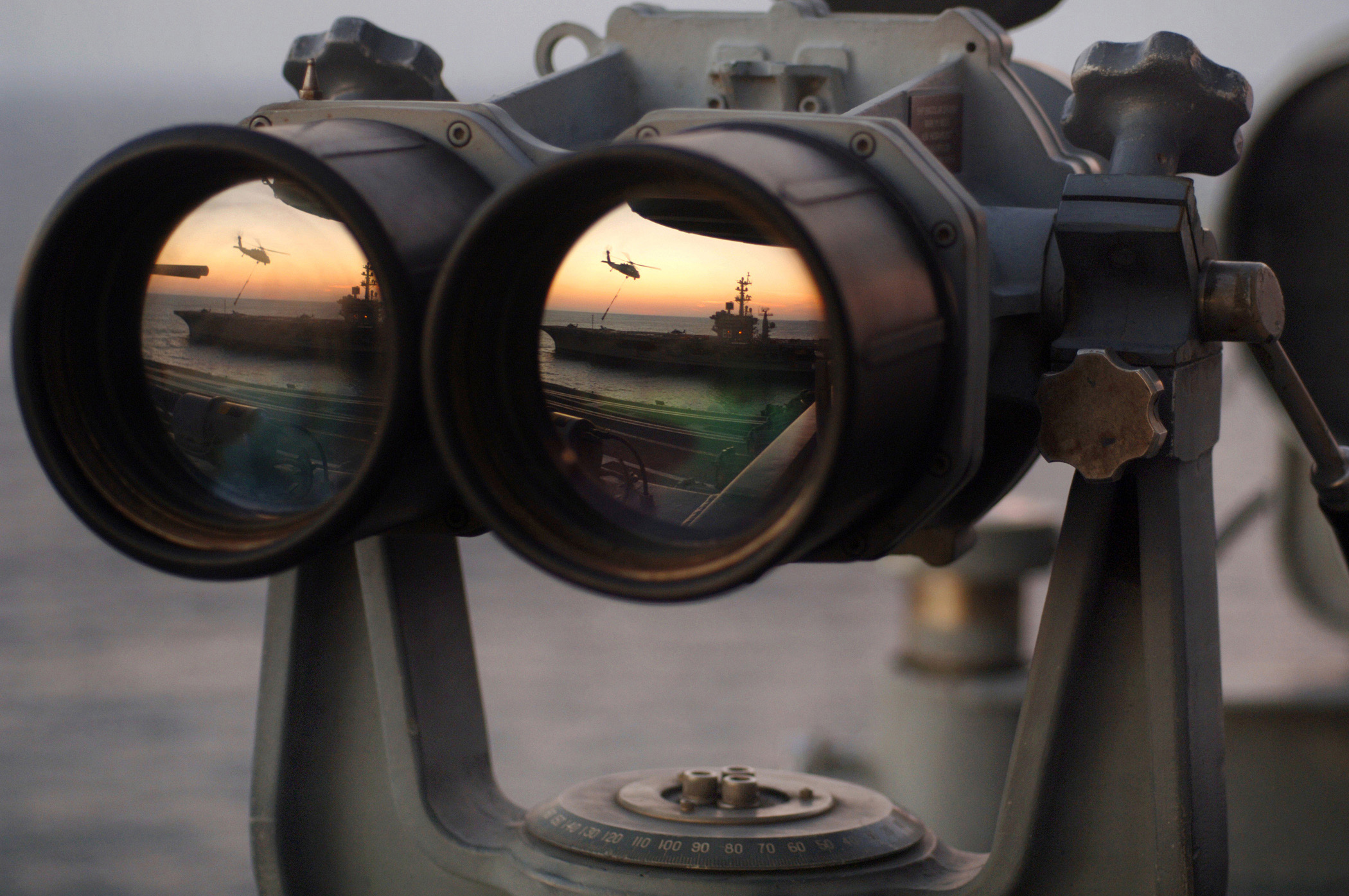
دوربین‌های دوچشمی میدان وسیع بسیار بزرگ را قابل مشاهده می‌کنند.

دوربین دوچشمی میدان گسترده بسیار بزرگ دارد نیازی به نگه داشتن با دست نارد د، راه حل عملی برای انجام فعالیتی است که نیاز به یک ماسک محافظ دارد.
عینک ایمنی، می‌تواند به‌طور کامل متصل به کلاه محافظ باشد و همچنین می‌تواند یک تجربه نزدیک به دید تونل شود. ماسک غواصی زیر آب با استفاده از یک لنز شفاف تخت تک، که معمولاً سطح لنز چند سانتی‌متر از چشم فاصله دارد ساخته می‌شود.
این لنز به‌طور معمول با لایهٔ لاستیک آسیاه رنگ مات برای جلوگیری از ورود آب احاطه شده‌است. برای این نوع از ماسک دید محیطی غواص بسیار محدود است. به‌طور کلی، دید محیطی یک ماسک غواصی اگر لنز به چشم نزدیک شود، بهبود میابد. ممکن است، از لنزهای بزرگ، چند پنجره، یا یک طراحی جمع‌بندی در اطراف منحنی استفاده کنیم.
کلاه ایمنی جوشکاری، باعث محدود شدن دید به یک اسلات بسیار کوچک یا سوراخ، با ادراک محیطی در همان اندازه می‌شود. این طراحی برای محافظت اشعه ماوراء بنفش ساطع شده از قوس ایجاد شده‌است و چشم جوشکار با توجه به بازتاب از اشیاء براق در زمینه محیطی آسیب نمی‌زند.

## ابزارهای بصری
دوربین دوچشمی، تلسکوپ، میکروسکوپ یک تجربه از تونل دید شدید با توجه به طراحی اجزای نوری آن‌ها ایجاد می‌کنند. میکروسکوپ گسترده یا تلسکوپ به‌طور کلی نیاز قطر بسیار بزرگتر و لنز ضخیم‌تر، یا مجامع آینه سهموی دارد، هر کدام از که منجر به هزینه قابل توجهی برای ساخت و ساز آن دستگاه نوری می‌شوند.
با دوربین دوچشمی میدان دید گسترده‌تری امکان‌پذیر است، اما عدسی چشمی آن حجیم تر، سنگین تر و پیچیده‌تر می‌باشد. قطر عدسی شیئی برای میدان دید بی‌اهمیت است. لنز چشمی وسیع، مورد استفاده در تلسکوپ بسیار بزرگ است و نمی‌توان در حالت دو چشمی استفاده کرد.